# Hala Halli, Indi
Hala Halli là một làng thuộc tehsil Indi, huyện Bijapur, bang Karnataka, Ấn Độ.